# Women Artists Action Group
O Women Artists Action Group (WAAG) foi um grupo de artistas feministas irlandesas criado com o objetivo de promover a visibilidade de mulheres artistas da Irlanda, atuando de 1987 a 1991. 

## História
O Women Artists Action Group foi fundado em 1987 por Pauline Cummins, Breeda Mooney, Louise Walsh e Geraldine O'Reilly. Cummins serviu como a primeira presidente do grupo. O grupo possuía uma versão equivalente na Irlanda do Norte, a NIWAAG. Estes grupos foram criadas como uma reação à falta de representação de mulheres artistas em exposições na Irlanda e à exposição e publicação "Mulheres artistas irlandesas do século XVIII até os dias atuais" de 1987, da Galeria Nacional da Irlanda.
O WAAG teve uma exposição no Project Arts Center em 1987, que contou com a participação de mais de noventa mulheres artistas, incluindo Anne Madden. A mostra contou com mais de cem slides de obras de arte, que mais tarde foram catalogados e transformados em um banco de slides mantido pela WAAG. Sua segunda exposição foi realizada no Royal Hospital Kilmainham (que mais tarde seria o Museu Irlandês de Arte Moderna) em 1988, que contou com vários alunos do Colégio Nacional de Arte e Design.   
O grupo tinha como proposta estar bem integrado às redes internacionais de mulheres artistas, com uma de suas fundadoras, Mooney, eleita como executiva da Associação Internacional de Mulheres nas Artes. Sua eleição coincidiu com o ano em que Dublin foi a Capital Europeia da Cultura, em 1991. Como parte das comemorações, onze mulheres artistas da Europa criaram obras de arte ao longo do rio Liffey, com o tema "Mulheres artistas e o meio ambiente", além de Dublin receber uma visita das Guerrilla Girls. Enquanto o grupo estava ativo, elas também organizaram várias conferências ao redor da Irlanda.

## Membros famosos
- Pauline Cummins
- Marie Hanlon
- Ann Marie Keaveney
- Alice Maher
- Jane Maxwell
- Jane McCormack
- Breeda Mooney
- Geraldine O'Reilly
- Kathy Prendergast
- Louise Walsh